# Culinária do Japão
A culinária japonesa se desenvolveu ao longo dos séculos como um resultado de muitas mudanças políticas e sociais no Japão. A culinária eventualmente passou por um processo de evolução com o advento da Idade Média, que marcou o início da expansão do elitismo com a era do domínio Xogum. No começo da era moderna ocorreram mudanças significativas, resultando na introdução de elementos de culturas não-japonesas, principalmente da cultura ocidental, no Japão.
O termo culinária japonesa significa a comida japonesa tradicional, semelhante à existente antes do final do sakoku (política de isolamento do Japão), em 1868. Em um sentido mais amplo, pode incluir alimentos cujos ingredientes ou métodos de preparo foram posteriormente introduzidos do exterior, mas que foram desenvolvidos por japoneses de forma diferente. A cozinha japonesa é conhecida por dar importância à sazonalidade dos alimentos, qualidade dos ingredientes e apresentação. O Guia Michelin concedeu mais estrelas aos restaurantes das cidades japonesas do que para qualquer outro país do mundo (Somente Tóquio tem mais estrelas do que Paris, Hong Kong, Nova Iorque, Los Angeles e Londres juntas).

## Comida do dia-a-dia

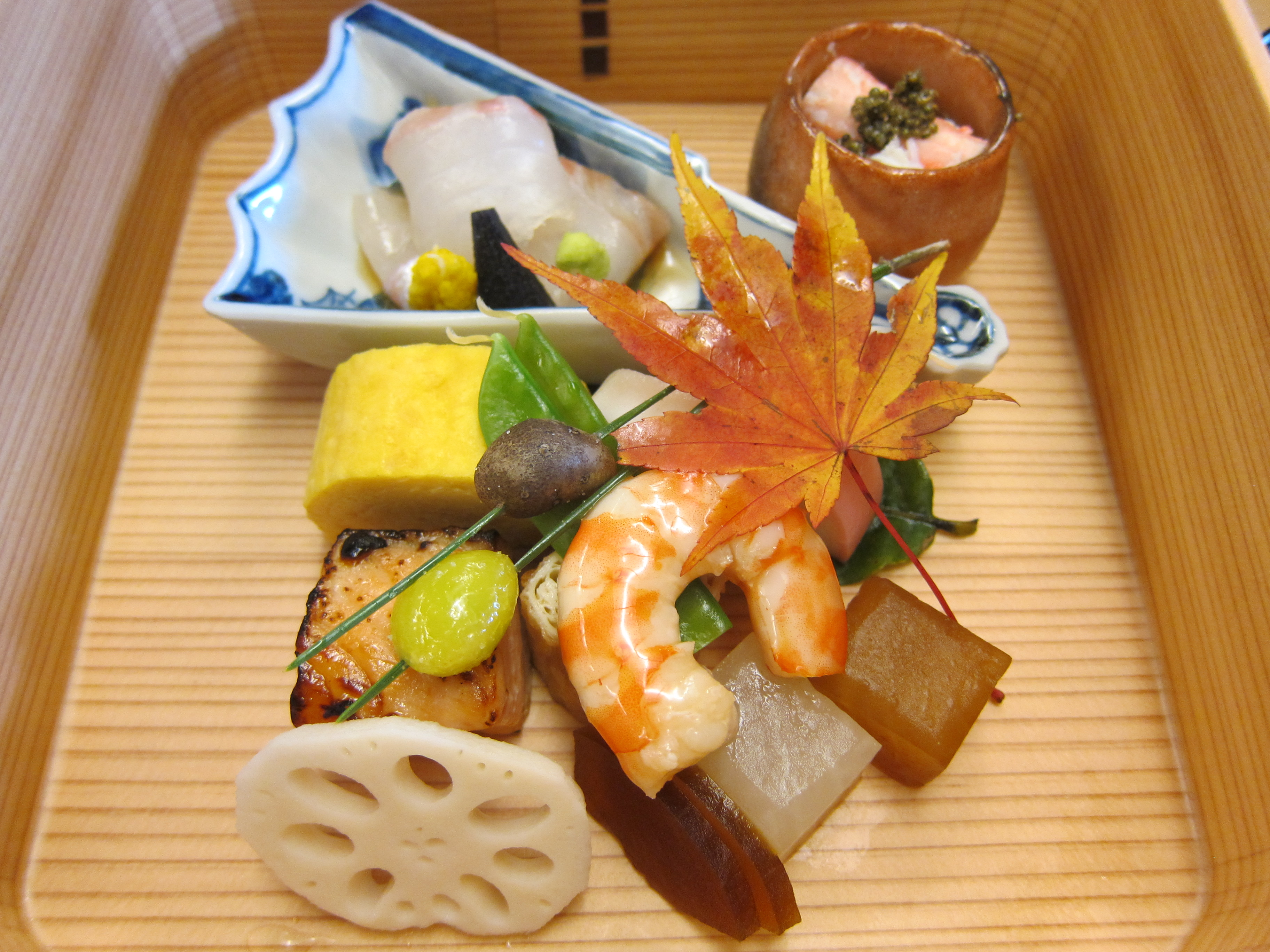
Um prato de uma refeição Kaiseki completa, mostrando o cuidado na arrumação dos alimentos

A culinária tradicional japonesa é dominada pelo arroz branco (hakumai, 白米), e poucas refeições seriam completas sem ele. Qualquer outro prato servido durante uma refeição - peixe, carne, legumes, conservas - é considerado como um acompanhamento, conhecido como okazu.   É utilizado um tipo de talher diferente, denominado hashi. Originário da China, consiste em dois pequenos bastões de madeira, plástico ou metal.
As refeições tradicionais recebem seu nome de acordo com o número de acompanhamentos que vêm junto do arroz e da sopa. A refeição japonesa mais simples, por exemplo, consiste de ichijū-issai (一汁一菜; "uma sopa, um acompanhamento" ou "refeição de um prato"). Isto quer dizer que a refeição é composta de sopa, arroz e de algum acompanhamento — normalmente um legume em conserva. O pequeno-almoço ou café da manhã japonês tradicional, por exemplo, normalmente é constituído de missoshiru (sopa de pasta de soja), arroz e algum legume em conserva. A refeição mais comum, entretanto, é conhecida por ichijū-sansai (一汁三菜; "uma sopa, três acompanhamentos"), ou por sopa, arroz e três acompanhamentos, cada um empregando uma técnica de culinária diferente. Estes acompanhamentos normalmente são peixe cru (sashimi), um prato frito e um prato fermentado ou cozido no vapor — ainda que pratos fritos, empanados ou agri-doces podem substituir os pratos cozidos. O Ichijū-sansai normalmente se encerra com conservas como o umeboshi e chá verde.
Esta visão japonesa de uma refeição é refletida na organização dos livros de culinária japoneses. Os capítulos são sempre ordenados de acordo com os métodos culinários: alimentos fritos, alimentos cozidos e alimentos grelhados, por exemplo, e não de acordo com os ingredientes em particular (ex.: galinha ou carne) como são nos livros ocidentais. Também podem existir capítulos dedicados a sopas, sushi, arroz etc.
Como o Japão é uma nação insular, o seu povo consome muitos frutos do mar, além de peixe e outros produtos marinhos (como algas). Carne e galinha são comummente inseridos na culinária do cotidiano.
O macarrão, originado na China, também é uma parte essencial da culinária japonesa. Existem dois tipos tradicionais de macarrão, o sobá e udon. Feito de farinha de trigo-sarraceno, o sobá (蕎麦) é um macarrão fino e escuro. O udon (うどん), por sua vez, é feito de trigo branco, sendo mais grosso. Ambos são normalmente servidos com um caldo de peixe aromatizado com soja, junto de vários vegetais. Uma importação mais recente da China, datando do início do século XIX, vem o ramen (ラーメン; macarrão chinês), que se tornou extremamente popular. O Ramen é servido com uma variedade de tipos de sopa, indo desde os molhos de peixe até manteiga ou porco.
Em algumas regiões, gafanhotos (inago) e larvas de abelha (hachinoko) não são pratos incomuns. Lagartos também são comidos em alguns lugares.

## Arrumação tradicional de uma mesa japonesa
A arrumação tradicional da mesa japonesa tem variado consideravelmente nos últimos séculos, dependendo principalmente do tipo comum de mesa de uma dada era. Antes do século XIX, pequenas mesas individuais (hakozen, 箱膳) ou bandejas planas utilizadas no chão eram arrumadas antes de cada refeição. Mesas baixas maiores (chabudai, ちゃぶ台), que acomodavam famílias inteiras, começaram a se tornar mais populares no começo do século XX, mas este estilo deu lugar ao estilo ocidental de mesas e cadeiras de jantar, no final do século XX.
A arrumação tradicional da mesa é baseada no ichijū-sansai. Tipicamente, cinco bacias e pratos são colocados antes do jantar. Na ponta, são colocadas a bacia de arroz (à esquerda) e a de sopa (à direita). Atrás destas ficam três pratos planos que seguram os três acompanhamentos, um à extrema esquerda (onde pode se servir um prato fermentado), um a extrema direita (no qual pode se servir um prato assado) e um no centro (no qual pode se servir vegetais cozidos). Vegetais cortados também costumam ser servidos e comidos no final da refeição, mas não fazem parte dos três pratos de acompanhamento.
Hashis são normalmente colocados na frente da bandeja próxima da pessoa, com suas pontas apontadas para a esquerda e normalmente apoiadas em um suporte de hashi, ou hashioki (箸置き).

## Etiqueta na mesa
É um costume dizer itadakimasu (いただきます), literalmente "Eu humildemente recebo", antes de começar a comer a refeição, e gochisōsama deshita (ごちそうさまでした), literalmente "Foi um banquete", ao anfitrião depois da refeição e aos funcionários do restaurante na hora de ir embora.
Toalha quenteAntes de comer, a maioria dos restaurantes oferecem uma toalha quente um lenço molhado em pacote (um oshibori). Ele é usado para limpar as mãos antes de comer (e não depois). Em certas situações, é considerado rude usá-lo para limpar o rosto ou outra parte do corpo que não as mãos.
TigelasO arroz ou a sopa é comido pegando-se o chawan (tigela japonesa) com a mão esquerda e usando os hashis com a direita, ou vice versa se a pessoa for canhota. Tradicionalmente, os hashis são segurados com a mão direita e o chawan com a esquerda - aliás, as crianças japonesas aprendem a distinguir esquerda de direita como "a mão direita segura os hashis e a mão esquerda segura o chawan" - mas comer com a mão esquerda também é aceitável atualmente. As tigelas podem ser levadas até a boca, mas não devem tocá-la, exceto no momento de beber a sopa.
Molho de soja (shoyu)Normalmente, o shoyu não é colocado na maior parte dos pratos na mesa; um pratinho para shoyu é fornecido. O molho de soja, entretanto, deve ser colocado diretamente no tofu e em pratos com nabo (daikon) ralado, além de ser derramado no ovo cru quando se estiver preparando o tamago kake gohan ("ovo no arroz"). O molho de soja nunca deve ser colocado em cima do arroz ou na sopa. É considerado rude desperdiçar shoyu, então deve-se moderar no uso quando se estiver molhando os pratos.
Pauzinhos (hashi)Os pauzinhos nunca devem ser fincados verticalmente no arroz, pois isso lembra palitos de incenso (que normalmente são colocados na posição vertical na areia) durante oferendas aos mortos. Usar os pauzinhos para lançar comida ou apontar não é recomendável. É considerado falta de educação morder os hashis.
Prato em comumQuando for necessário pegar comida de um prato em comum, a menos que os convivas sejam a família ou amigos muito íntimos, deve-se inverter os hashis para agarrar o alimento; é considerado mais higiênico. Alternativamente, pode-se usar um par de pauzinhos exclusivos para o prato em comum.
DividirQuando se desejar dividir a comida com outra pessoa, é recomendável movê-lo diretamente de um prato para o outro. Nunca se deve passar a comida de um par de hashis para outro, pois isto lembra o ato de passar os ossos do falecido durante um funeral japonês.
Comer o que é recebidoÉ costume comer arroz até o último grão. Pegar grão por grão é desaconselhado, e não é usual fazer pedidos especiais ou substituições nos restaurantes. É considerado ingratidão fazer esses pedidos, especialmente em circunstâncias em que a pessoa é uma convidada, como em um jantar de negócios. As boas maneiras requerem o respeito ao cardápio do anfitrião.
BebidaMesmo em situações informais, beber álcool sempre começa com um brinde (kanpai, 乾杯), quando todos estão prontos. Não é costume servir a bebida a si próprio; ao contrário, espera-se que as pessoas mantenham os copos dos outros sempre cheios. Quando alguém se move para encher o seu copo, a pessoa deve segurá-lo com as duas mãos e agradecer.

## Pratos para ocasiões especiais
Na tradição japonesa, alguns pratos estão fortemente ligados a uma comemoração ou evento. As principais combinações deste tipo incluem:
- Mochi - Festival de Mochitsuki Okotania(passagem de ano);
- Osechi - Ano Novo;
- Hamo (um tipo de peixe) e somen - Festival de Gion;
- Sekihan, (arroz cozido com azuki) - celebrações em geral;
- Soba - Véspera do Ano Novo. Neste caso é chamado de toshi koshi soba  (literalmente "soba da passagem de ano").

## Ingredientes tradicionais da culinária japonesa
| - Algas marinhas: - hijiki; - konbu; - nori; - wakame. - Alimentos processados: - chikuwa; - fu; - kamaboko; - kani-kama; - karasumi; - katsuobushi; - moti; - niboshi; - tarako; - tofu; - tsukemono; - yuba. - Arroz: - arroz japonica; - arroz glutinoso. | - Cogumelos: - enokitake; - matsutake; - nameko; - shiitake; - shimeji. - Condimentos - missô; - molho de soja; - mirin; - ponzu. - Carnes: - de galinha; - suina; - bovina. - Farinhas: - de trigo; - de soba; - de arroz; - katakuriko; - kuzuko. | - Frutas: - coquinhos; - nozes; - pêra nashi; - nêspera. - Frutas cítricas: - amanatsu; - daidai; - iyokan; - kabosu; - kumquat; - mikan; - sudachi; - yuzu. - Massas: - udon; - sobá; - somen. - Ovos: - de galinha; - de codorna. | - Vegetais: - azuki; - batata doce; - beringela; - espinafre; - gobo (bardana); - hakusai (acelga); - daikon (nabo); - moyashi; - negui (cebolinha); - nira; - pepino; - renkon (raiz de lótus); - soja; - takenoko (broto de bambu); - wasabi. |

## Temperos japoneses

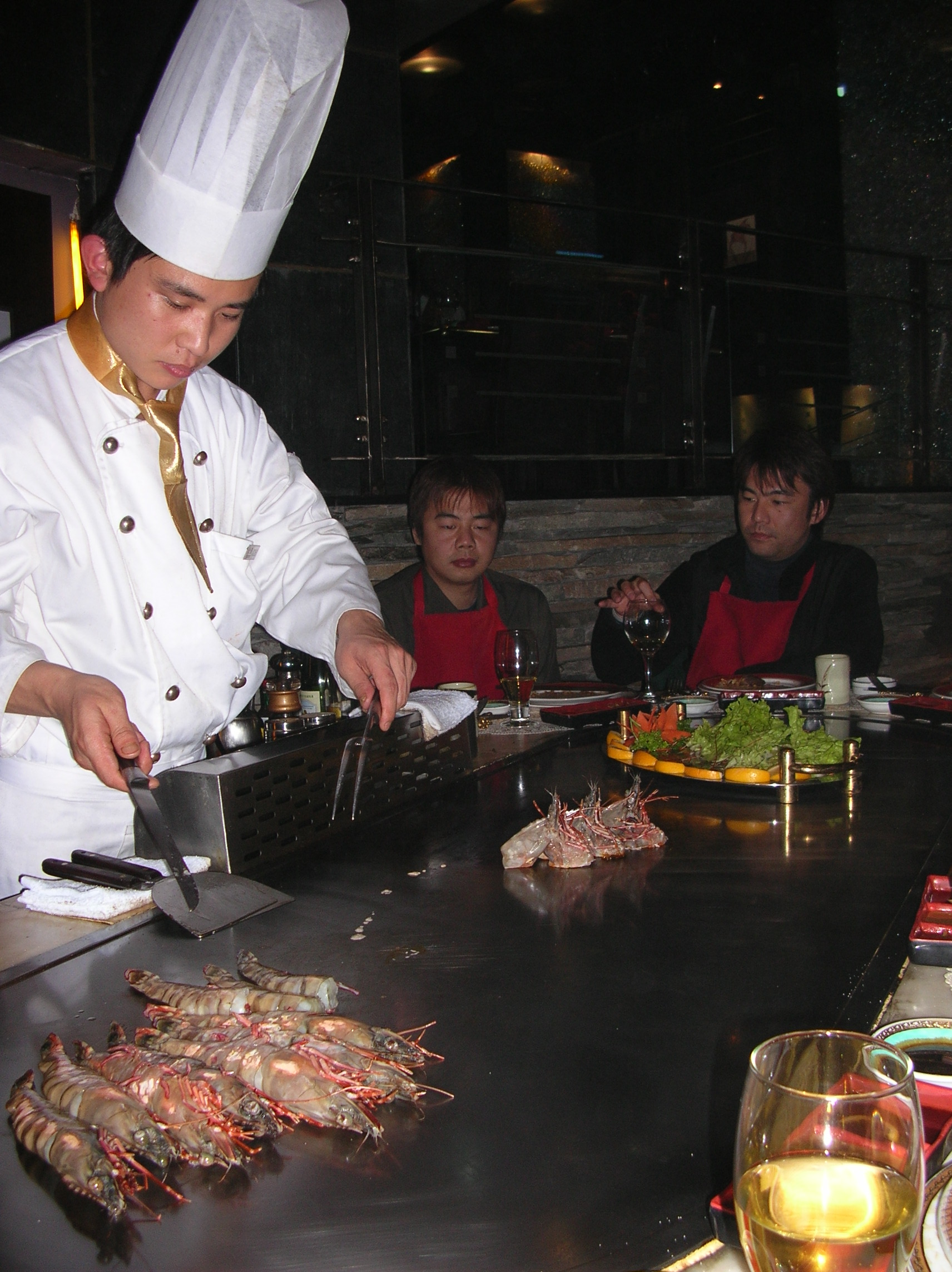
Cozinheiro japonês

Em geral, considera-se que não é possível preparar autêntica comida japonesa sem shōyu (molho de soja), miso e dashi.
- Shō-yu (molho de soja), dashi, mirin, açúcar, Vinagre de arroz, miso, sake.
- Kombu, katsuobushi, niboshi.
- Negi (cebolinha), cebolas, alho, nira (alho poró br.), (alho-porro ou alho-francês pt.) rakkyo (um tipo de chalota)
- Gergelim ou sésamo em sementes, óleo ou sal, gomashio, furikake.
- Wasabi (e uma imitação do wasabi horseradish), mostarda, pimenta vermelha, gengibre, folhas de shiso, sansho, e raspas de limão.

## Pratos japoneses famosos

### Agemono(Frituras)
- Karaage - Fritos de carne ao estilo japonês, geralmente carne de galinha condimentada com molho de soja. É apreciada e consumida pelos japoneses durante todo o ano. Consiste em pequenos pedaços de carne previamente marinados em molho de soja, alho e gengibre e posteriormente fritos em bastante óleo e acompanhados por um gomo de limão ou maionese;
- Korokke (croquete) - Bolas de purê de batata recheadas com vegetais cremosos, frutos do mar ou carnes e depois fritas;
- Kushiage - Carne frita em espeto;
- Tempura - Vegetais em pedaços, frutos do mar e carnes fritas;
- Tonkatsu - Costeleta da carne de porco panado frita(versão com galinha chamada de chicken katsu);
- Donburi - Tigela de arroz com carne, peixe, vegetais ou outros ingredientes;
- Katsudon - Costeleta de porco empanada (tonkatsudon), frango (chicken-katsudon) ou peixe (e.g., magurodon);
- Oyakodon - (Pai e Criança) Normalmente frango e ovo mas algumas vezes salmão e ovas de salmão;
- Gyūdon - Tigela de arroz com lascas de carne de vaca temperada.

### Yakimono(Grelhados)
- Gyoza - Bolinhos chineses (potstickers), normalmente recheados com carne de porco e vegetais;
- Hamachi Kama - Osso da bochecha, maxilar e cauda de atum amarela grelhada;

- Kushiyaki - Espetadas de carne e vegetais;
- Okonomiyaki - Bolos fritos passados por polme com saborosas coberturas;
- Omu-Raisu - i.e. "omelete de arroz", sanduíche de arroz frito com aroma de ketchup com uma leve cobertura de ovo batido ou coberta com uma omelete de ovo;
- Omu-Soba -  Uma omelete com yakisoba como seu recheio;
- Tamagoyaki - Uma espécie de omelete com ovos fritos enrolados em rolinhos, como sushi;
- Takoyaki - Um bolinho espiral passado no polme e frito com um pedaço de polvo dentro;
- Teriyaki - Carne, peixe frango ou vegetais abrilhantados com molho de soja doce grelhado, panado;
- Unagi, incluindo kabayaki -Enguia grelhada e aromatizada;
- Yakiniku - Carne grelhada numa espécie de chapa, ou simplesmente churrasco;
- Yakisoba - Massas fritas ao estilo japonês;
- Yakitori - Espetadas de frango;

### Nabemono(Cozidos em caldo ou água quente)
- Sukiyaki - mistura de massas, carne de vaca finamente fatiada, ovo e vegetais fervidos num molho especial feito de caldo de peixe, molho se soja, açúcar e saquê;
- Shabu-shabu - massas, vegetais e camarão ou carne de vaca finamente fatiada fervidos num molho leve e mergulhados em soja ou molho de soja antes de comer;
- Motsunabe - vísceras de vaca, hakusai (bok choi) e vários vegetais são cozidos numa base leve de sopa;
- Kimuchinabe - similar ao motsunabe, tirando a base kimuchi usando carne de porco finamente fatiada. Kimuchi é um prato tradicional coreano, mas também se tornou muito popular no Japão, [carece de fontes?], que é próximo da Coreia do Sul;
- Oden - diversos ingredientes cozidos em caldo próprio. Os ingredientes variam muito de acordo com a região ou a receita adotada.
- Nikujaga - uma versão japonesa de estufado de vaca.

### Sashimi(Carne ou peixe cru)
Sashimi são alimentos crus, finamente cortados e servidos com um molho no qual os alimentos serão mergulhados antes de consumidos. Tem acompanhamentos simples como as algas; geralmente os peixes ou o marisco servem-se com molho de soja e wasabi.
As variações mais menos comuns incluem:
- Fugu: Peixe-balão venenoso fatiado, (por vezes letal). Uma especialidade tipicamente japonesa. O chefe responsável pela sua preparação tem de ter uma especialização (curso obrigatório) pois pode colocar em causa a vida dos seus clientes.
- Ikizukuri: sashimi vivo
- Tataki (ja: たたき): o atum da espécie Katsuwonus pelamis, vulgarmente conhecido por "Bonito" ou, em inglês, skipjack, que pode ser servido como prato principal em bifes levemente grelhados no carvão (só para caramelizar o exterior) e depois devidamente fatiado, ou então em cru finamente cortado temperado com chalotas, gengibre ou pasta de alho.
- Basashi (ja: 馬刺し): o sashimi da carne do cavalo, chamado às vezes de sakura (桜), é uma especialidade regional em determinadas áreas tais como Shinshu (prefeituras de Nagano, de Gifu e de Toyama) e Kumamoto.
- Rebasashi: geralmente fígado da vitela, completamente cru (a versão típica é chamada aburi (あぶり)), mergulhado geralmente em óleo de sésamo temperado de sal e por fim o molho de soja.
- Shikasashi: o sashimi da carne de veado, uma iguaria rara só acessível em determinadas partes de Japão. Acredita-se que exista o risco do contágio de hepatite aguda pela ingestão de carne crua do animal.

### Sushi(bolinhos de arroz temperado)
Sushis são bolinhos de arroz temperado, recheados ou cobertos com peixes, frutos do mar, vegetais, frutas ou com ovo.
- Chirashizushi	- sushi em tigela ou travessa
- Inarizushi	- casquinha de tofu recheado com sushi
- Makizushi	- sushi à rolê embrulhado com algas
- Nigirizushi 	- sushi modelado à mão
- Oshizushi	- sushi moldado em prensa	- sushi à moda antiga
- Temaki	- sushi enrolado à mão

### Doces
Suītsu